# جرج دی. ایکن
جرج دی. ایکن (به انگلیسی: George D. Aiken) سناتور سابق عضو حزب جمهوری‌خواه ایالات متحده آمریکا بود. وی در سال ۱۹۴۱ تا ۱۹۷۵ میلادی سناتور ایالت ورمانت در سنای ایالات متحده آمریکا بود.